# C. J. Watson
Pour les articles homonymes, voir Charles Watson (homonymie) et Watson.
Charles Akeem « C. J. » Watson Jr., né le 17 avril 1984 à Las Vegas, aux États-Unis, est un joueur américain de basket-ball. Il évolue au poste de meneur.

## Biographie
Le 4 juillet 2015, il signe au Magic d'Orlando un contrat de 15 millions de dollars sur trois ans.

## Records NBA
Les records personnels de C.J. Watson, officiellement recensés par la NBA sont les suivants :
| Type statistique            | Saison régulière | Saison régulière       | Saison régulière | Playoffs | Playoffs                 | Playoffs      |
| Type statistique            | Record           | Adversaire             | Date             | Record   | Adversaire               | Date          |
| --------------------------- | ---------------- | ---------------------- | ---------------- | -------- | ------------------------ | ------------- |
| Points en un match          | 40               | Kings de Sacramento    | 17 février 2010  | 17       | @ Sixers de Philadelphie | 6 mai 2012    |
| Paniers marqués en un match | 16               | Kings de Sacramento    | 17 février 2010  | 6        | 2 fois                   |               |
| Paniers tentés en un match  | 24               | Kings de Sacramento    | 14 janvier 2009  | 18       | @ Sixers de Philadelphie | 6 mai 2012    |
| Paniers à 3 points réussis  | 6                | @ Bobcats de Charlotte | 27 novembre 2013 | 3        | Hawks d'Atlanta          | 28 avril 2014 |
| Paniers à 3 points tentés   | 8                | 3 fois                 |                  | 5        | @ Sixers de Philadelphie | 6 mai 2012    |
| Lancers francs réussis      | 16               | @ Jazz de l'Utah       | 11 avril 2009    | 6        | @ Sixers de Philadelphie | 6 mai 2012    |
| Lancers francs tentés       | 16               | @ Jazz de l'Utah       | 11 avril 2009    | 6        | 3 fois                   |               |
| Rebonds offensifs           | 3                | 2 fois                 |                  | 2        | 2 fois                   |               |
| Rebonds défensifs           | 7                | 2 fois                 |                  | 5        | 2 fois                   |               |
| Rebonds totaux              | 8                | 2 fois                 |                  | 6        | @ Sixers de Philadelphie | 6 mai 2012    |
| Passes décisives            | 12               | @ Suns de Phoenix      | 15 avril 2009    | 10       | @ Sixers de Philadelphie | 10 mai 2012   |
| Interceptions               | 7                | Celtics de Boston      | 28 décembre 2009 | 3        | @ Hawks d'Atlanta        | 24 avril 2014 |
| Contres                     | 2                | 3 fois                 |                  | 1        | 2 fois                   |               |
| Balles perdues              | 6                | 2 fois                 |                  | 3        | Sixers de Philadelphie   | 8 mai 2012    |
| Minutes jouées              | 49               | Kings de Sacramento    | 14 janvier 2009  | 39       | @ Sixers de Philadelphie | 10 mai 2012   |

- Double-double : 2 (au 18/05/2014)
- Triple-double : aucun.

## Palmarès
- Champion de la Division Centrale en 2011 et 2012 avec les Bulls de Chicago.